# Lago de la República
El Lago de la República Ciudad del Este es un lago artificial alimentado por el arroyo Amambay, ubicado en el barrio Boquerón de Ciudad del Este, Alto Paraná, Paraguay. Está rodeado de un parque urbano en donde se puede realizar actividades deportivas y recreativas. Alrededor del lado cuenta con una avenida de 2 carriles en sentido único que facilita el tránsito. El arroyo Amambay, que sigue un curso irregular entre elevaciones a lo largo de 2,6 kilómetros, es la fuente que permitió la formación del lago y que hasta la actualidad sigue alimentando a la misma, con él que en la década de 1960 se esperaba dotar de agua potable a la nueva ciudad, y de un lugar de recreo y esparcimiento para la comunidad fundada en 1957.

## Historia
El lago fue una idea del entonces Ministro del Interior Edgar Ynsfrán Doldán, quien en un recorrido vio un declive presentaba el entonces arroyo «Y Hovy» y se le ocurrió represar el arroyo para formar un lago que serviría de atractivo a la ciudad. Al consultar al arquitecto de Charles Williams, éste le manifestó que sí era factible, y sin más trámites se iniciaron las obras del levantamiento del terreno para la represa. Por más que se dio la orden para la construcción, los recursos para financiar la obra no existían, fue por eso que el ministro Edgar inició gestiones en los diferentes municipios del país solicitando colaboración económica para la construcción del lago, razón por lo cual lleva el nombre Lago de la República, por haber sido financiado por todos los municipios del país.
Se cuenta como anécdota que durante estos trabajos de represa, dos trabajadores se internaron en el monte que bordea el lago, quienes con machete en mano y acompañados con un perro se alistaron para traer tacuaras. En el trayecto fueron atacados por un yaguareté; la presa fue el perro, pero los hombres lograron cazar al animal con el machete, con uno de ellos malherido en el encuentro. El agua del lago es utilizada en la actualidad por ESSAP para proveer al 25% de la población esteña. En algunas épocas incluso se anuncia de la presencia de yacarés, y hasta la actualidad se ve aves de gran tamaño posando en el agua.
En la actualidad es uno de los parques más concurridos de Ciudad del Este, el cual posee circuitos peatonales, ciclovia, espacios de recreación para niños, y un anfiteatro con vista privilegiada.

## Galería

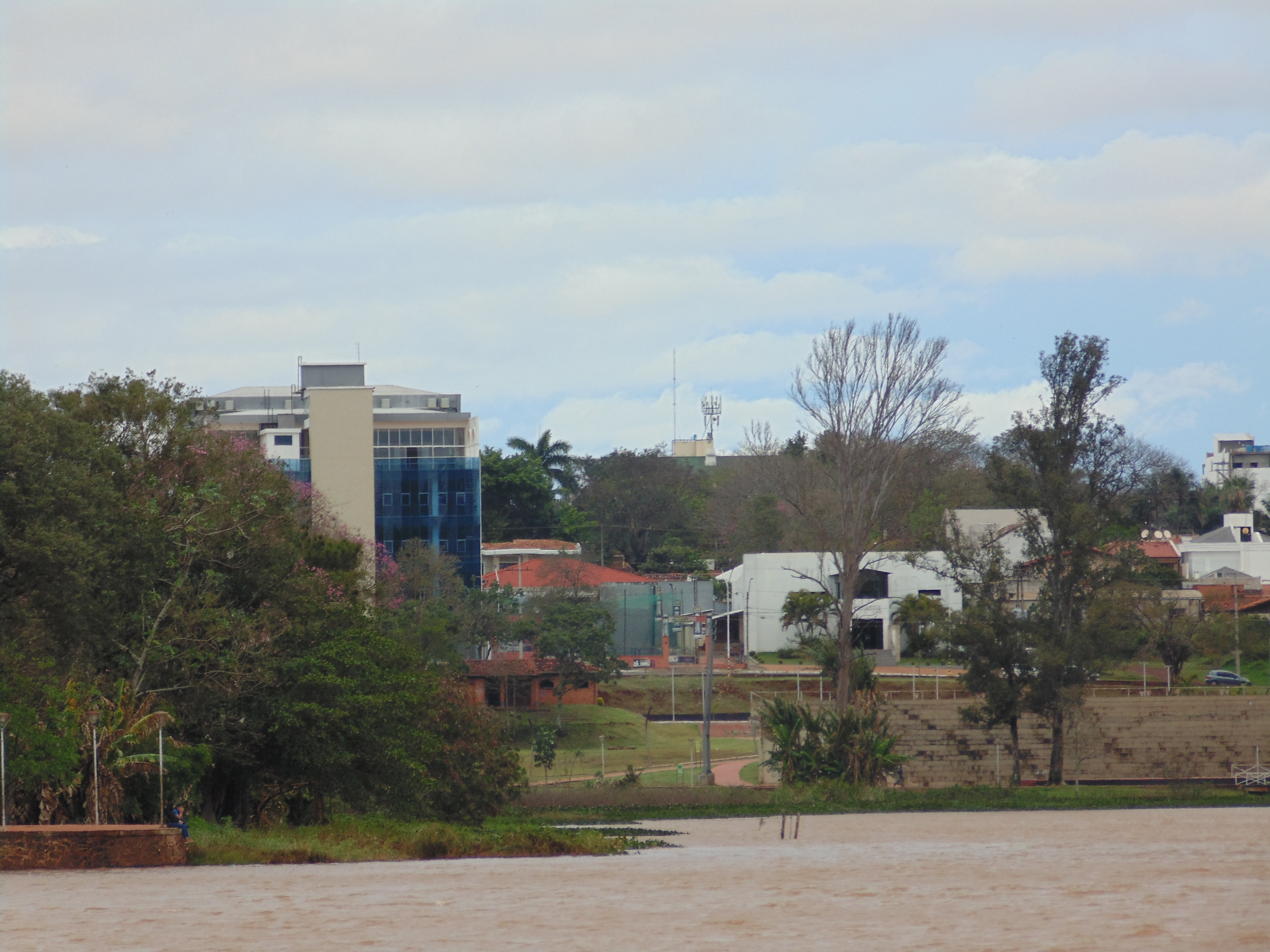
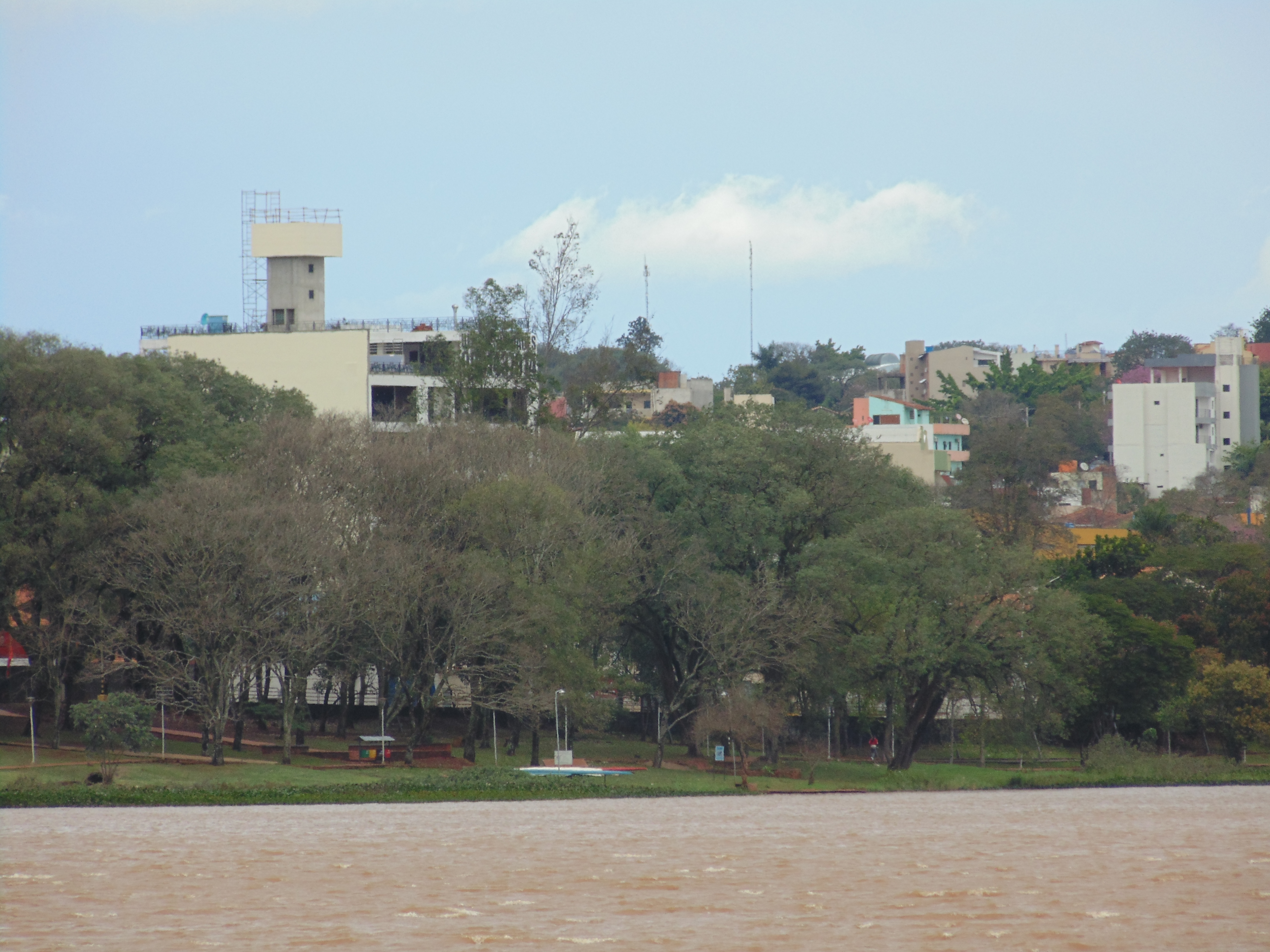
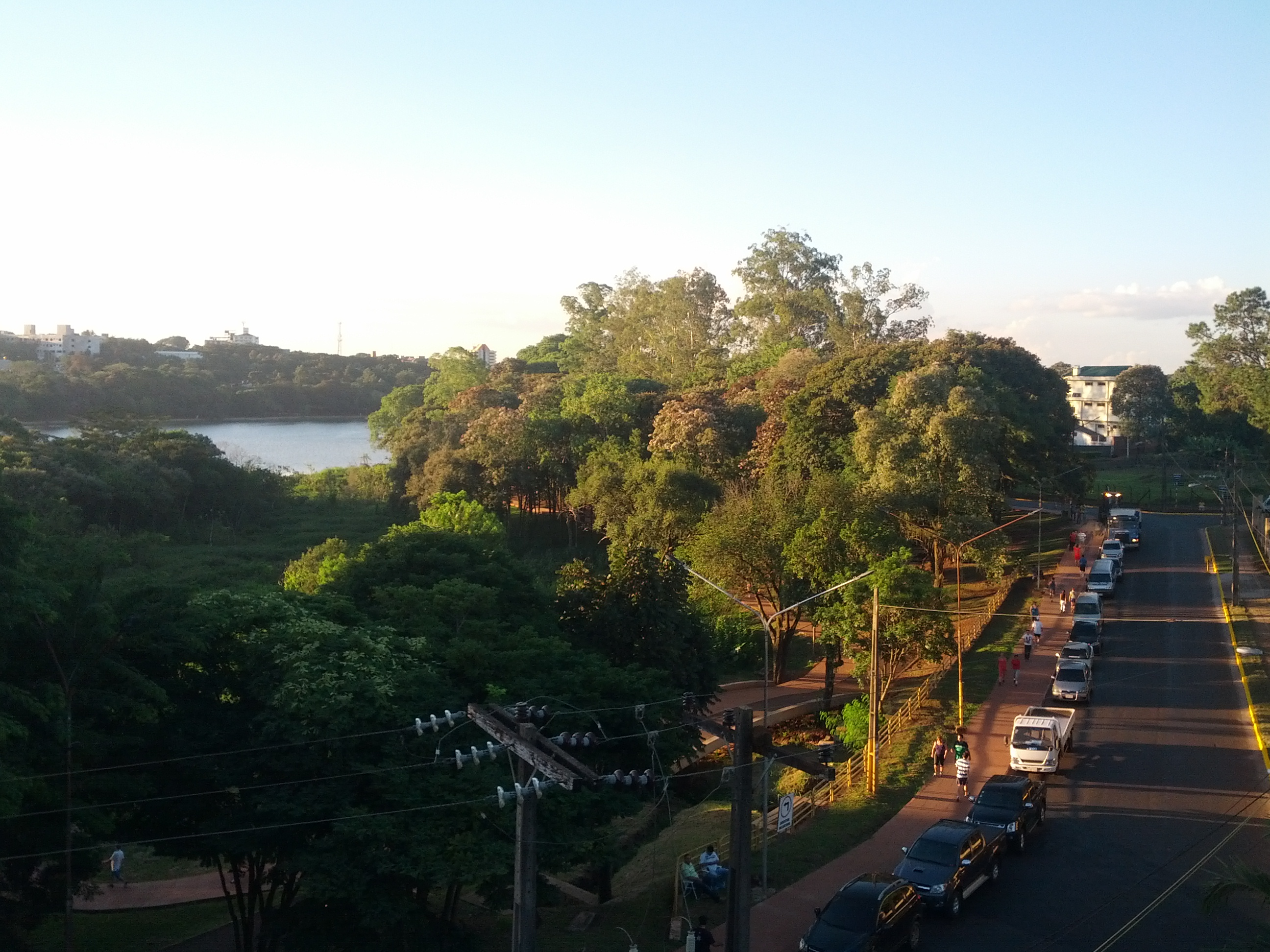